# Chinsali
Chinsali est une ville de Zambie. Elle est la ville principale du district de Chinsali et de la province de Muchinga.

## Personnalités liées à cette commune
- Chibesa Kankasa, née à Chinsali, militante anti-colonialiste puis femme politique zambienne
- Kenneth Kaunda, né à Chinsali, homme d'État zambien, premier Président de la république de Zambie indépendante en 1964, au pouvoir jusqu'en 1991.